# Tococa macrosperma
Tococa macrosperma är en tvåhjärtbladig växtart som beskrevs av Carl Friedrich Philipp von Martius. Tococa macrosperma ingår i släktet Tococa och familjen Melastomataceae. Inga underarter finns listade i Catalogue of Life.